# محافظات البرتغال

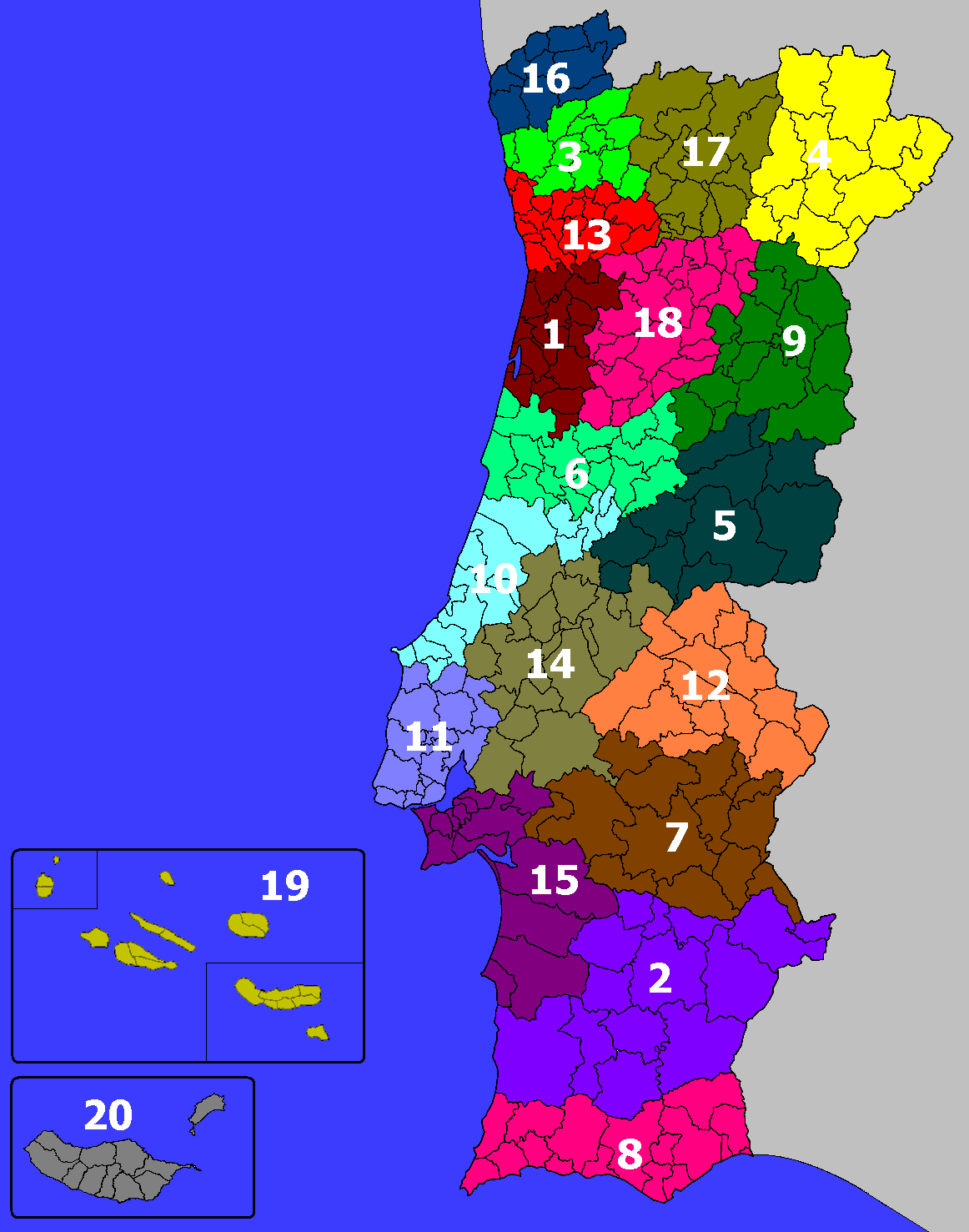
محافظات البرتغال الثماني عشر.

تنقسم البرتغال إلى 18 محافظة (بالبرتغالية: Distrito; دستريتو‏) إضافة إلى منطقتين يتمتعان بالحكم الذاتي هما جزر ماديرا وجزر الأزور. وتنقسم كل محافظة إلى بلديات (بالبرتغالية: Município; مونيسبيو‏) والبلديات إلى أبرشيات أو ما يسمى بالنواحي (بالبرتغالية: Freguesia; فريغيزيا‏).
| المحافظة               | البلديات | الأبرشيات | الإقليم                          |
| ---------------------- | -------- | --------- | -------------------------------- |
| محافظة أفييرو          | 19       | 208       | المنطقة الشمالية، المنطقة الوسطى |
| محافظة باجة            | 14       | 100       | ألنتيجو                          |
| محافظة براقرة          | 14       | 515       | المنطقة الشمالية                 |
| محافظة براغانزا        | 12       | 299       | المنطقة الشمالية                 |
| محافظة كاستيلو برانكو  | 11       | 160       | المنطقة الوسطى                   |
| محافظة قلمرية          | 17       | 209       | المنطقة الوسطى                   |
| محافظة يابرة           | 14       | 91        | ألنتيجو                          |
| محافظة فارو            | 16       | 84        | الغرب (البرتغال)                 |
| محافظة غواردا          | 14       | 336       | المنطقة الوسطى                   |
| محافظة ليريا           | 16       | 148       | المنطقة الوسطى                   |
| محافظة لشبونة          | 16       | 226       | منطقة لشبونة                     |
| محافظة بورتاليجري      | 15       | 86        | ألنتيجو                          |
| محافظة بورتو           | 18       | 383       | المنطقة الشمالية                 |
| محافظة شنترين          | 21       | 193       | المنطقة الوسطى، ألنتيجو          |
| محافظة شطوبر           | 13       | 82        | منطقة لشبونة، ألنتيجو            |
| محافظة فيانادو كاستيلو | 10       | 290       | المنطقة الشمالية                 |
| محافظة فيلا ريال       | 14       | 268       | المنطقة الشمالية                 |
| محافظة بازو            | 24       | 372       | المنطقة الوسطى، المنطقة الشمالية |